# 石正露
石正露（1963年2月—），湖北省大冶县大箕铺镇人，中国人民解放军中将。
曾任陆军第54集团军第127师副师长。2008年任装甲第11师师长，曾率部参加汶川大地震灾区救灾抢险任务，次年升任54集团军参谋长。2012年11月，任陆军第54集团军副军长。2014年9月，升任济南军区副参谋长。2014年12月，任54集团军军长。2017年1月，升任北部战区副司令员兼参谋长。2020年12月，转任北部战区陆军司令员。
2010年7月，晋升少将军衔。2018年7月，晋升中将军衔。